# Thomasville (Severní Karolína)
Thomasville je město v okrese Davidson County a Randolph County ve státě Severní Karolína ve Spojených státech amerických. V roce 2010 zde žilo 21 354 obyvatel. Město má rozlohu 28,9 km².

## Geografie
Thomasville se nachází na 35°53′9″ s. š., 80°4′38″ z. d.. 16 km západně od města se nachází město Welcome a 12 km severovýchodně se nachází město High Point.

## Podnebí
| Thomasville – podnebí       | Thomasville – podnebí | Thomasville – podnebí | Thomasville – podnebí | Thomasville – podnebí | Thomasville – podnebí | Thomasville – podnebí | Thomasville – podnebí | Thomasville – podnebí | Thomasville – podnebí | Thomasville – podnebí | Thomasville – podnebí | Thomasville – podnebí | Thomasville – podnebí |
| Období                      | leden                 | únor                  | březen                | duben                 | květen                | červen                | červenec              | srpen                 | září                  | říjen                 | listopad              | prosinec              | rok                   |
| --------------------------- | --------------------- | --------------------- | --------------------- | --------------------- | --------------------- | --------------------- | --------------------- | --------------------- | --------------------- | --------------------- | --------------------- | --------------------- | --------------------- |
| Nejvyšší teplota [°C]       | 34                    | 29                    | 31                    | 34                    | 36                    | 40                    | 41                    | 40                    | 37                    | 34                    | 32                    | 27                    | 41                    |
| Průměrné denní maximum [°C] | 18                    | 19                    | 23                    | 26                    | 30                    | 32                    | 33                    | 32                    | 31                    | 27                    | 23                    | 19                    | 26                    |
| Průměrná teplota [°C]       | 5                     | 7                     | 11                    | 16                    | 20                    | 24                    | 26                    | 26                    | 22                    | 16                    | 11                    | 6                     | 16                    |
| Průměrné denní minimum [°C] | −1                    | 1                     | 4                     | 9                     | 13                    | 18                    | 20                    | 20                    | 16                    | 9                     | −12                   | 1                     | 8                     |
| Nejnižší teplota [°C]       | −22                   | −17                   | −14                   | −6                    | 1                     | 4                     | 8                     | 5                     | 2                     | −7                    | −12                   | −18                   | −22                   |
| Průměrné srážky [mm]        | 93,7                  | 96,5                  | 104,6                 | 99,1                  | 88,1                  | 102,6                 | 114,8                 | 112,5                 | 103,4                 | 85,3                  | 86,6                  | 87,1                  | 1 174,3               |
| Zdroj: The Weather Channel  |                       |                       |                       |                       |                       |                       |                       |                       |                       |                       |                       |                       |                       |